# Grammy Hall of Fame Award
Grammy Hall of Fame Award er en særlig Grammy Award, der blev indstiftet i 1973, der tildeles indspilninger, der er mindst 25 år gamle, og som har "kvalitativ eller historisk betydning". Prisen tildeles indspilninger (singler eller album) indenfor alle genrer, herunder klassisk, rock, opera, teater og film fra begyndelsen af det 20. århundrede. Der er pr. 2010 ca. 850 indspilninger, der er optaget i Grammy Hall of Fame. 

## Eksterne links
- Officielt websiteArkiveret 29. august 2011 hos  Wayback Machine

| Musik | Spire Denne musikartikel er en spire som bør udbygges. Du er velkommen til at hjælpe Wikipedia ved at udvide den. |